# ديريك رامزي (لاعب كرة قدم أمريكية)
ديريك رامزي (بالإنجليزية: Derrick Ramsey)‏ هو لاعب كرة قدم أمريكية أمريكي، ولد في 23 ديسمبر 1956 في هاستنغز في الولايات المتحدة.

## وصلات خارجية
- ديريك رامزي على موقع كلية كرة السلة في سبورتس رفرنس.كوم (الإنجليزية)
- ديريك رامزي على موقع مرجع كرة القدم المحترفة.كوم (الإنجليزية)